# Elodina padusa
Elodina padusa is een vlindersoort uit de familie van de Pieridae (witjes), onderfamilie Pierinae.
Elodina padusa werd in 1853 beschreven door Hewitson.